# Gavin Rossdale

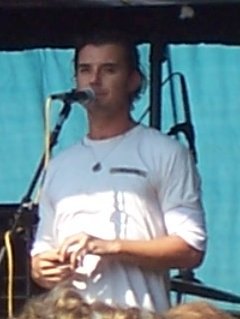
Rossdale in augustus 2005

Gavin McGregor Rossdale (Kilburn, Londen, 30 oktober 1965) is een Britse zanger en acteur.

## Loopbaan
Rossdale werd publiek bekend met de band Bush, waarin hij zong en gitaar speelde. De leden van deze band besloten in 2002 uit elkaar te gaan. Vervolgens werd Institute opgericht, samen met verschillende Helmet-leden. Institute stopte ermee in 2006. Na verschillende solonummers en acteerrollen kwam Rossdales debuutalbum Wanderlust uit (3 juni 2008). In 2010 kwam Bush weer bijeen.
Als acteur verscheen Rossdale voor het eerst in de film Constantine (2005), waarin hij de schurk Balthazar speelt. Hij is ook te zien in de films Zoolander (2001), Mayor of the Sunset Strip (2004), Little Black Book (2004), The Game of Their Lives (2005) en How to Rob a Bank (2008). Daarnaast speelde hij in de misdaadserie Criminal Minds in de aflevering "The Performer" (2009). Hij verscheen in de achtste aflevering van seizoen 5 van Burn Notice. Een van zijn laatste rollen was Ricky in de film The Bling Ring (2013).
Rossdale trouwde in 2002 met Gwen Stefani, zangeres van de groep No Doubt. Ze hielden twee bruiloften: één in het Verenigd Koninkrijk en één in de Verenigde Staten. Ze hebben samen drie zoons (2006, 2008 en 2014). In augustus 2015 maakte het stel bekend te gaan scheiden. Rossdale heeft ook een dochter, Daisy Lowe, een fotomodel, geboren in 1989.

## Discografie

### Albums
- Wanderlust (2008)

### Singles
| Single met eventuele hitnotering(en) in de Nederlandse Top 40 | Datum van verschijnen | Datum van binnenkomst | Hoogste positie | Aantal weken | Opmerkingen    |
| ------------------------------------------------------------- | --------------------- | --------------------- | --------------- | ------------ | -------------- |
| Adrenaline                                                    | 2002                  | -                     | -               | -            | xXx Soundtrack |
| Love Remains the Same                                         | 2008                  | -                     | tip 11          | -            |                |
| Forever May You Run                                           | 2009                  | -                     | -               | -            |                |